# Cinematografia Imperiului Rus
Cinematografia Imperiului Rus (în rusă, înainte de reforma ortografiei ruse: Синематографъ Россійской Имперіи) cuprinde aproximativ perioada 1907-1920, timp în care a fost creată o puternică infrastructură pentru producția de filme. Din cele peste 2700 filme de artă create în Rusia înainte de 1920, doar aprox. 300 de filme s-au păstrat.
În aprilie 1896, la doar patru luni după ce primele filme din lume au fost prezentate la Paris, primul aparat cinematografică a apărut în Rusia. Primele filme văzute în Imperiul Rus au fost cele produse de frații Lumière și au fost prezentate la Moscova și la Sankt Petersburg în mai 1896. În aceeași lună, primul film a fost produs în Rusia, de către cameramanul fraților Lumière, Camille Cerf, o înregistrare a încoronării lui Nicolae al II-lea la Kremlin. Primul cinematograf permanent a fost deschis în St Petersburg în 1896 la Nevsky Prospect, nr 46 (Невский проспект, дом 46).
Primele filme rusești au fost prezentate la teatrul Korsh (Театр Корша) din Moscova de către artistul Vladimir Sașin (Владимир Сашин). După achiziționarea unui proiector Vitagraph, Sașin a început să facă filme de scurt metraj, care, prin august 1896 au început să fie prezentate publicului de teatru după ce spectacolele de teatru s-au încheiat.